# Skiveøkse
En skiveøkse er en type flintøkse. Typen består af et stykke flint, hvis skarpe kant udgør æggen. Den kendes fra ældre stenalder i hele Skandinavien, og særligt fra Ertebøllekulturen. Den er fremstillet ved at kraftigt afslag, der skaber en æg. Slidssporsanalyser har vist at typen primært har været brugt til at behandle skind, og ikke til træarbejde. Økserne findes i lidt forskellige typer, og der er også fundet ganske små (med en æg på 2-3 cm).